# Rhypopteryx rubripunctata
Rhypopteryx rubripunctata är en fjärilsart som beskrevs av Gustav Weymer 1892. Rhypopteryx rubripunctata ingår i släktet Rhypopteryx och familjen tofsspinnare. Inga underarter finns listade.